# I Am A Bird Now
I Am A Bird Now är Antony & The Johnsons andra fullängdsalbum som släpptes den 1 februari 2005 på skivbolaget Secretly Canadian. På albumet gästas Anohni  av Rufus Wainwright, Boy George och Lou Reed. Fotografiet på omslaget föreställer Andy Warhols superstjärna Candy Darling som 1974 ligger på sin dödsbädd efter att ha drabbats av leukemi.
2005 vann albumet det prestigefyllda Mercury Music Prize.

## Låtlista
1. Hope There's Someone (4:21)
2. My Lady Story (3:33)
3. For Today I Am a Boy (2:36)
4. Man Is the Baby (4:09)
5. You Are My Sister (3:59)
6. What Can I Do? (1:40)
7. Fistful of Love (5:51)
8. Spiralling (4:25)
9. Free at Last (1:36)
10. Bird Gerhl (3:14)